# Ilie Ciocan
Ilie Ciocan (* 28. květnajul./ 10. června 1913greg.) je rumunský válečný veterán z druhé světové války.

## Život
Ilie Ciocan se narodil v Cremenari, která je součástí obce Galicea. V 6 letech přišel o otce a ve 12 letech o matku. Na živobytí si vydělával jako pasák krav. Když mu bylo 18 let, oženil se s Floareou Obogeanuovou. Oficiálně se vzali 28. ledna 1932. Měli spolu 6 dětí, tři dcery a tři syny. Ve 22 letech v roce 1935 byl mobilizován do armády a v roce 1941 odešel bojovat jako kulometčík a kurýr na východní frontu. Konec války strávil v Československu. V roce 1945 byl z armády propuštěn s odůvodněním, že má mnoho dětí. Z fronty se dokázal vrátit bez újmy. Po druhé světové válce získal status veterána a po roce 1990 hodnost majora. Jeho žena Floarea zemřela v roce 1992 ve věku 87 let. Do 90 let dokázal jezdit na kole a do 103 let četl noviny a Bibli bez brýlí. V následujících třech letech však přišel o sluch a zrak.

### Dlouhověkost
Po smrti Ioana Lascaua 15. února 2021 se stal nejstarším žijícím mužem v Rumunsku.
Po smrti Stelia Fragiadoulakise z Řecka 15. března 2021 se stal nejstarším žijícím mužem na Balkáně.
Po smrti Marie Mihaiové 2. února 2022 se stal nejstarší žijící osobou v Rumunsku.
Po smrti Constantina Hertoiua 28. února 2023 se stal poslední známou osobou v Rumunsku narozenou před rokem 1915 a posledním známým mužem z Balkánu narozeným před vypuknutím první světové války.
Po smrti Ioanny Proiouové-Dimitriadouové z Řecka 5. dubna 2023 se stal nejstarší žijící osobou na Balkáně.
Po smrti Ramize Selmaniho ze Severní Makedonie 2. července 2023 se stal posledním známým mužem z Balkánu narozeným před rokem 1915.
Po smrti Andrého Ludwiga z Francie 7. ledna 2024 se stal nejstarším žijícím veteránem druhé světové války v Evropě.
Po smrti Cunedži Ojamy z Japonska 30. ledna 2024 se stal nejstarším žijícím veteránem druhé světové války na světě.
Po smrti Johna Tinniswooda ze Spojeného království 25. listopadu 2024 se stal nejstarším žijícím mužem v Evropě.
Dne 16. ledna 2025 se ve věku 111 let 220 dní stal nejstarším žijícím mužem v Rumunsku v historii.